# Milena Vučić
Milena Vučić (serb. Милена Вучић) (ur. 11 listopada 1986 w Titogradzie) – czarnogórska piosenkarka.

## Życiorys
W 2006 zajęła ósme miejsce w programie Montevizija i 19. miejsce (z utworem „Živa sam”) w konkursie Evropesma-Europjesma, a z piosenką „Da l’ona zna” zwyciężyła na festiwalu Sunčane Skale w Herceg Novi. W 2007 wydała debiutancki album pt. Da l’ona zna, nad którą współpracowała m.in. z Željko Joksimoviciem. W lutym 2015 wydała minialbum pt. Milena. W październiku 2024 ogłoszono, że weźmie udział w programie Montesong wyłaniającym reprezentanta Czarnogóry w 69. Konkursie Piosenki Eurowizji. 

## Dyskografia
Albumy studyjne
- Da l’ona zna (2007)

Minialbumy (EP)
- Milena (2015)